# Pastoforia

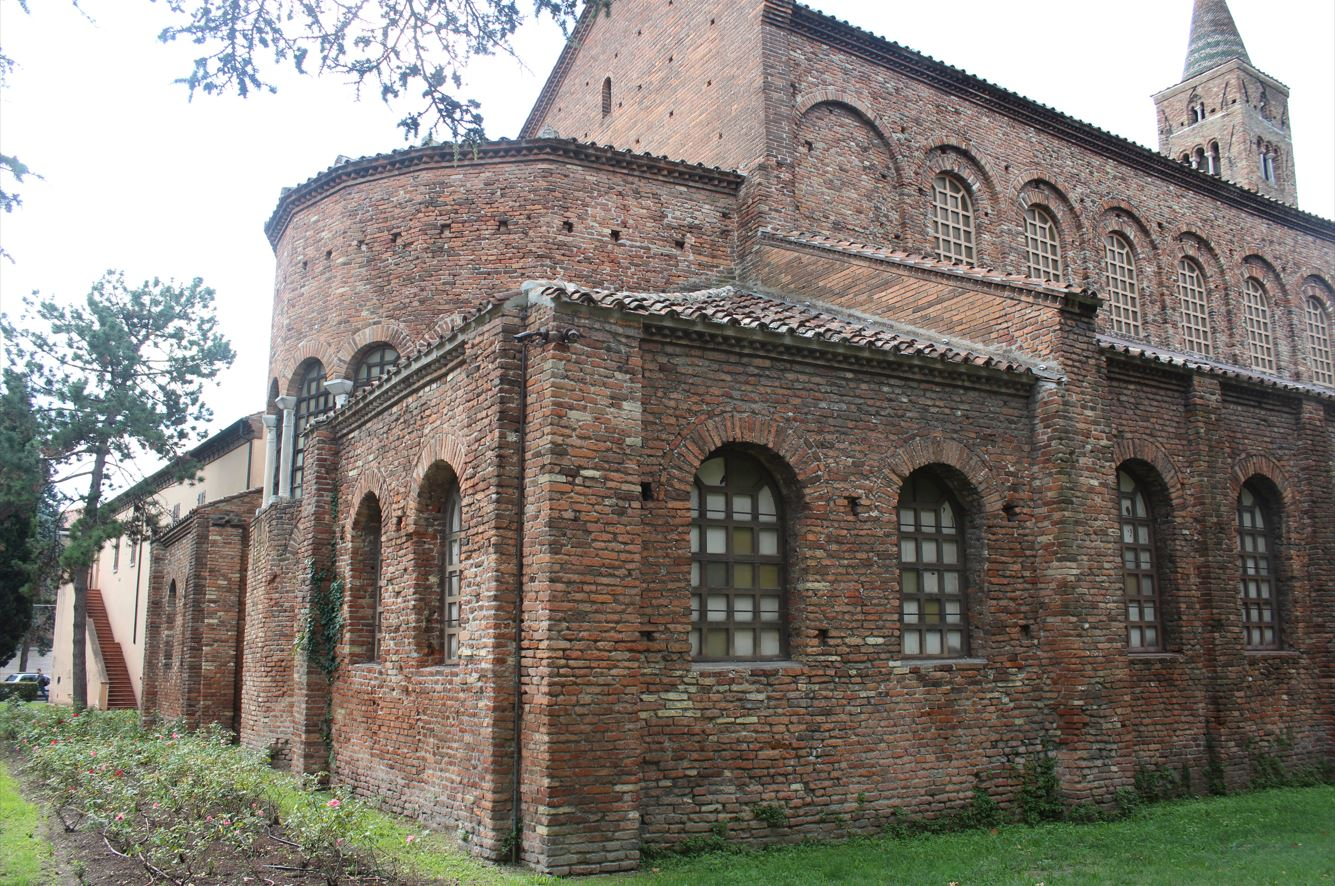
Pastoforio di nord-est, prothesis,San Giovanni Evangelista, Ravenna

I pastofòria o pastophòria o pastofori (dal greco παστοφόριον, 'abitazione dei sacerdoti nel tempio' o ‘camera per il tesoro’) sono due stanze o sacrestie in cui i diaconi riponevano, affinché  vi fosse conservato il pane consacrato, i vasi sacri e altra suppellettile liturgica. Tipici del cristianesimo orientale, e almeno fino all'età carolingia anche di quello occidentale, i pastofori affiancavano l'abside. Questi due vani secondari erano anche detti rispettivamente "protesi" (πρόθεσις) e "diaconico" (διακονικόν).

## Storia e descrizione
Si tratta di due stanze a pianta quadrata o rettangolare, spesso absidate, disposte simmetricamente ai lati all'abside principale, in fondo alle navate laterali (o al deambulatorio, se la chiesa  è a pianta centrale, circolare o poligonale come nel caso di San Vitale a Ravenna).
L'ambiente di sinistra, o a nord, quando l'abside è, di regola, a est, è detto prothesis e vi si conservavano le offerte dei fedeli e la biblioteca, mentre nell'ambiente di destra, o a sud, detto diaconicon, si custodivano i vasi e i paramenti sacri, come nelle odierne sacrestie, e si disponeva di rifornimento d'acqua per i lavacri. Tuttavia non c'è concordanza di opinioni tra gli archeologi sulle funzioni di queste stanze, specialmente per quanto riguarda il diaconicon.
L'introduzione dei pastoforia, tipici dell'area siro-microasiatica, è costantinopolitana: si ritrovano esempi in aree di influsso bizantino come a Ravenna, in chiese risalenti al V secolo e successive; ma anche in epoca carolingia, nel Nord Europa, diverse chiese ne sono dotate (Steinbach, Gernrode).